# عميد (رتبة عسكرية)
عَمِيِد هي الرتبة العسكرية ما بين رتبتي عقيد ولواء، وتُعني الضابط الذي يأمر ببدء الإطلاق ويقود 10,000 جندياً في الحرب. تظهر الرتبة في الدول العربية بشكل شعار الدولة بالإضافة إلى ثلاثة نجمات وتُرتدى الرتبة على الكتفين.
عميد القوم، سيدهم الذي يعتمد عليه في ضبط وتنظيم الأمور وقد عرفت هذه الرتبة، وهي من الرتب العسكرية المتقدمة، في عصور إسلامية مختلفة، وكان لصاحبها ممارسات وصلاحيات واسعة في إدارة العمليات.
وتقابل رتبة العميد، أو بالأحرى لقب سكبان باشا في عهد الانكشاريين.

## شعار الدولة في بعض الدول العربية
شعار الدولة الموضوع على رتبة العميد في بعض الدول العربية، بجانب النجوم الثلاث هو:
- العقاب الذهبي في العراق ومصر وسوريا واليمن.
- التاج الملكي في السعودية والأردن بالاضافه الى الكويت.
- الصقر في الإمارات.

## الرتب المناظرة
- الرتب العسكرية في المملكة المغربية

## معرض الصور
- عميد بالقوات المسلحة اليمنية
- عميد بالقوات المسلحة المصرية
- عميد بالقوات المسلحة العراقية
- عميد بالقوات المسلحة السعودية
- عميد بالقوات المسلحة السورية
- عميد بالقوات المسلحة التونسية
- عميد بالقوات البرية الملكية المغربية
- عميد بالقوات المسلحة الماليزية
- عميد بالقوات البرية الفرنسية
- عميد بالجيش الكندي
- عميد بالجيش المكسيكي
- عميد بالقوات البرية للولايات المتحدة
- عميد بالقوات المسلحة النيجيرية
- عميد بالقوات المسلحة المنغولية
- عميد بالقوات المسلحة التركية
- عميد بالقوات المسلحة الاماراتية